# Дрейтон-Веллі
Дрейтон-Веллі (англ. Drayton Valley) — містечко в Канаді, у провінції Альберта, у складі муніципального району Бразо.

## Населення
За даними перепису 2016 року, містечко нараховувало 7235 осіб, показавши зростання на 1,6%, порівняно з 2011-м роком. Середня густина населення становила 235,5 осіб/км².
З офіційних мов обидвома одночасно володіли 185 жителів, тільки англійською — 6 955, а 30 — жодною з них. Усього 585 осіб вважали рідною мовою не одну з офіційних, з них 5 — одну з корінних мов, а 25 — українську.
Працездатне населення становило 4 085 осіб (73,8% усього населення), рівень безробіття — 8,8% (9,6% серед чоловіків та 8,1% серед жінок). 88,5% осіб були найманими працівниками, а 10,9% — самозайнятими.
Середній дохід на особу становив $64 066 (медіана $42 146), при цьому для чоловіків — $84 358, а для жінок $43 758 (медіани — $64 141 та $29 107 відповідно).
32,7% мешканців мали закінчену шкільну освіту, не мали закінченої шкільної освіти — 22%, 45,3% мали післяшкільну освіту, з яких 26,3% мали диплом бакалавра, або вищий.
| Статево-вікова структура населення | Статево-вікова структура населення | Статево-вікова структура населення | Статево-вікова структура населення | Статево-вікова структура населення |
| ---------------------------------- | ---------------------------------- | ---------------------------------- | ---------------------------------- | ---------------------------------- |
|                                    |                                    |                                    |                                    |                                    |
| Всього                             | Всього                             | 49,8%50,2%                         |                                    |                                    |
| 0 — 14 років                       | 0 — 14 років                       |                                    | 20,8%                              | 20,8%                              |
| 15 — 64 років                      | 15 — 64 років                      |                                    | 67,8%                              | 67,8%                              |
| 65 і більше                        | 65 і більше                        |                                    | 11,3%                              | 11,3%                              |
| 85 і більше                        | 85 і більше                        |                                    | 2,1%                               | 2,1%                               |
| 100 і більше                       | 100 і більше                       |                                    | 0,1%                               | 0,1%                               |
| Середній вік (років)               | Середній вік (років)               | 35,137,8                           | 36,5                               | 36,5                               |
| Медіана (років)                    | Медіана (років)                    | 32,835,3                           | 34,0                               | 34,0                               |
| — чоловіки — жінки                 |                                    |                                    |                                    |                                    |

| Походження мешканців:     | Походження мешканців:     | Походження мешканців: | Походження мешканців: | Походження мешканців: |
| ------------------------- | ------------------------- | --------------------- | --------------------- | --------------------- |
| Походження                |                           |                       | осіб                  | %                     |
| Корінні американці        | Корінні американці        |                       | 675                   | 9.33%                 |
| Інше північноамериканське | Інше північноамериканське |                       | 2 305                 | 31.86%                |
| Європейське               | Європейське               |                       | 5 050                 | 69.8%                 |
| британське                | британське                |                       | 3 325                 | 45.96%                |
| французьке                | французьке                |                       | 810                   | 11.2%                 |
| українське                | українське                |                       | 850                   | 11.75%                |
| Латинськоамериканське     | Латинськоамериканське     |                       | 125                   | 1.73%                 |
| Карибське                 | Карибське                 |                       | 20                    | 0.28%                 |
| Африканське               | Африканське               |                       | 80                    | 1.11%                 |
| Азійське                  | Азійське                  |                       | 665                   | 9.19%                 |

| Зайнятість населення за галузями (за класифікацією NOC): | Зайнятість населення за галузями (за класифікацією NOC): | Зайнятість населення за галузями (за класифікацією NOC): | Зайнятість населення за галузями (за класифікацією NOC): | Зайнятість населення за галузями (за класифікацією NOC): |
| -------------------------------------------------------- | -------------------------------------------------------- | -------------------------------------------------------- | -------------------------------------------------------- | -------------------------------------------------------- |
|                                                          |                                                          |                                                          |                                                          |                                                          |
| Управління                                               | Управління                                               |                                                          | 10,2%                                                    | 10,2%                                                    |
| Бізнес, фінанси та адміністрування                       | Бізнес, фінанси та адміністрування                       |                                                          | 11,8%                                                    | 11,8%                                                    |
| Природничі та прикладні науки                            | Природничі та прикладні науки                            |                                                          | 5,2%                                                     | 5,2%                                                     |
| Охорона здоров'я                                         | Охорона здоров'я                                         |                                                          | 5,3%                                                     | 5,3%                                                     |
| Освіта, правозахист, муніципальні та урядові служби      | Освіта, правозахист, муніципальні та урядові служби      |                                                          | 9,4%                                                     | 9,4%                                                     |
| Мистецтво, культура, відпочинок та спорт                 | Мистецтво, культура, відпочинок та спорт                 |                                                          | 1%                                                       | 1%                                                       |
| Роздрібна торгівля та послуги                            | Роздрібна торгівля та послуги                            |                                                          | 24,5%                                                    | 24,5%                                                    |
| Гуртова торгівля, транспорт та обладнання                | Гуртова торгівля, транспорт та обладнання                |                                                          | 19,6%                                                    | 19,6%                                                    |
| Природні ресурси, сільське господарство                  | Природні ресурси, сільське господарство                  |                                                          | 6,5%                                                     | 6,5%                                                     |
| Виробництво                                              | Виробництво                                              |                                                          | 6,2%                                                     | 6,2%                                                     |

## Клімат
Середня річна температура становить 2,6°C, середня максимальна – 20,7°C, а середня мінімальна – -19,7°C. Середня річна кількість опадів – 583 мм.
| Клімат поселення                              | Клімат поселення | Клімат поселення | Клімат поселення | Клімат поселення | Клімат поселення | Клімат поселення | Клімат поселення | Клімат поселення | Клімат поселення | Клімат поселення | Клімат поселення | Клімат поселення | Клімат поселення |
| Показник                                      | Січ.             | Лют.             | Бер.             | Квіт.            | Трав.            | Черв.            | Лип.             | Серп.            | Вер.             | Жовт.            | Лист.            | Груд.            |                  |
| Середній максимум, °C                         | −6,33            | −2,74            | 2,74             | 10,00            | 15,93            | 19,82            | 20,74            | 20,44            | 15,37            | 10,32            | 1,22             | −4,4             |                  |
| Середня температура, °C                       | −13,04           | −9,44            | −3,95            | 3,31             | 9,23             | 13,14            | 15,38            | 15,08            | 10,01            | 4,96             | −4,15            | −9,75            |                  |
| Середній мінімум, °C                          | −19,73           | −16,13           | −10,64           | −3,39            | 2,54             | 6,44             | 10,01            | 9,73             | 4,66             | −0,39            | −9,49            | −15,11           |                  |
| Норма опадів, мм                              | 26               | 18               | 23               | 31               | 64               | 102              | 115              | 78               | 55               | 28               | 25               | 18               |                  |
| Середньомісячна швидкість вітру, м/с          | 3.00             | 3.20             | 3.20             | 3.30             | 3.21             | 3.00             | 2.75             | 2.60             | 2.80             | 3.10             | 3.00             | 3.00             |                  |
| Середньомісячна сонячна радіація, кДж/м²·день | 3417             | 6933             | 12013            | 16971            | 20318            | 21728            | 22105            | 18653            | 12656            | 7484             | 3744             | 2632             |                  |
| --------------------------------------------- | ---------------- | ---------------- | ---------------- | ---------------- | ---------------- | ---------------- | ---------------- | ---------------- | ---------------- | ---------------- | ---------------- | ---------------- | ---------------- |
| Джерело:                                      |                  |                  |                  |                  |                  |                  |                  |                  |                  |                  |                  |                  |                  |

## Галерея

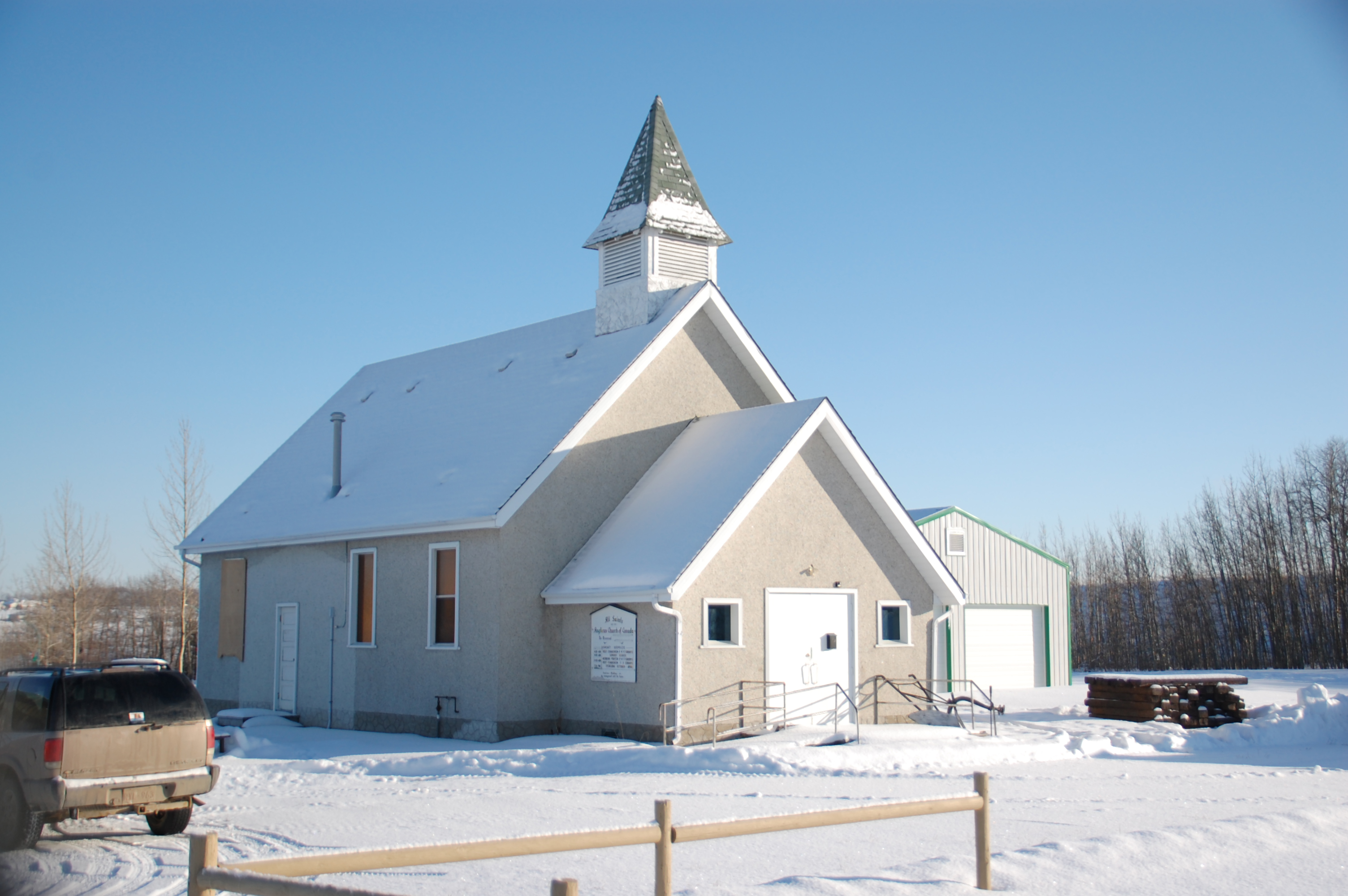
Церква в музеї історичного товариства Дрейтон-Веллі
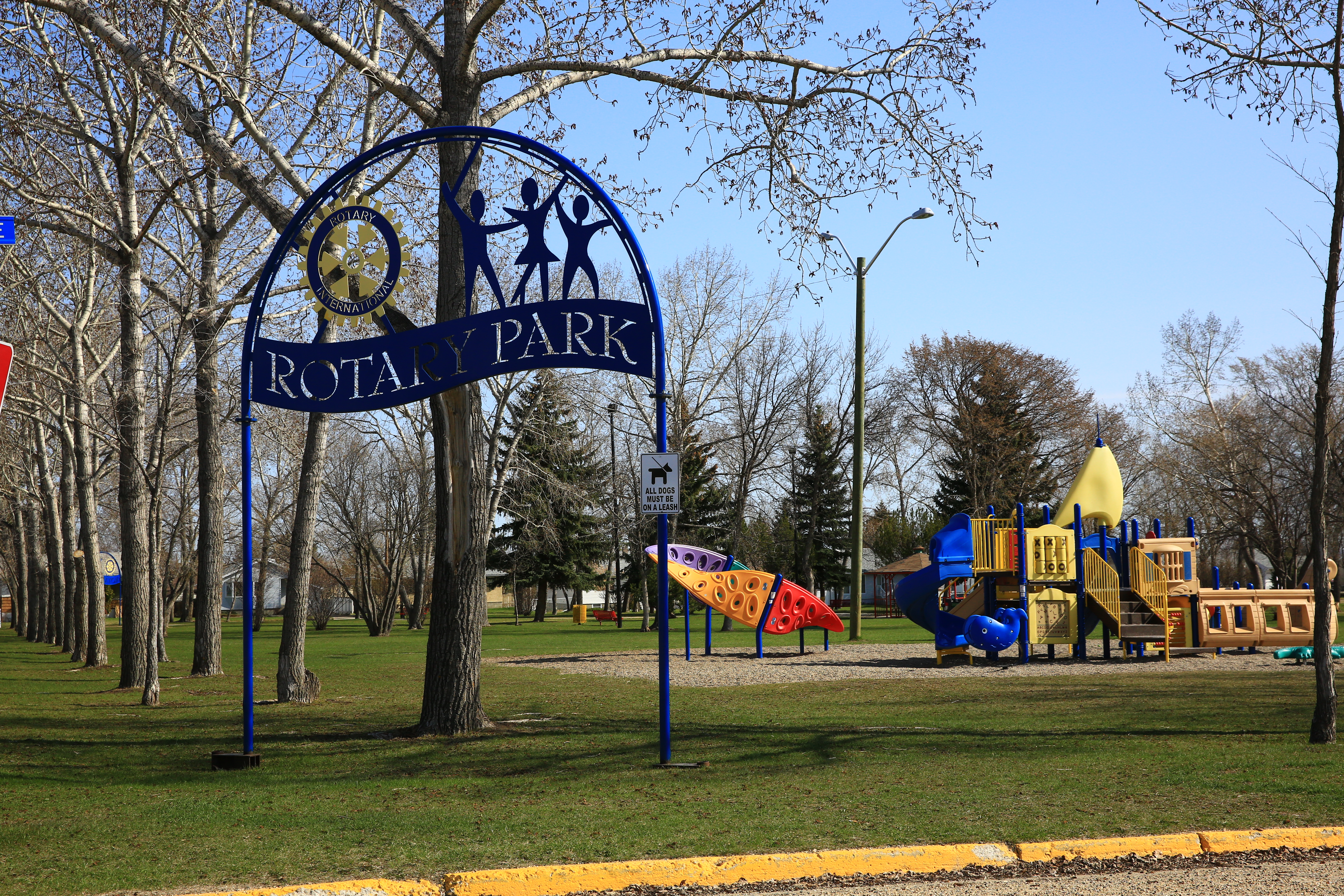
Ротарі-парк
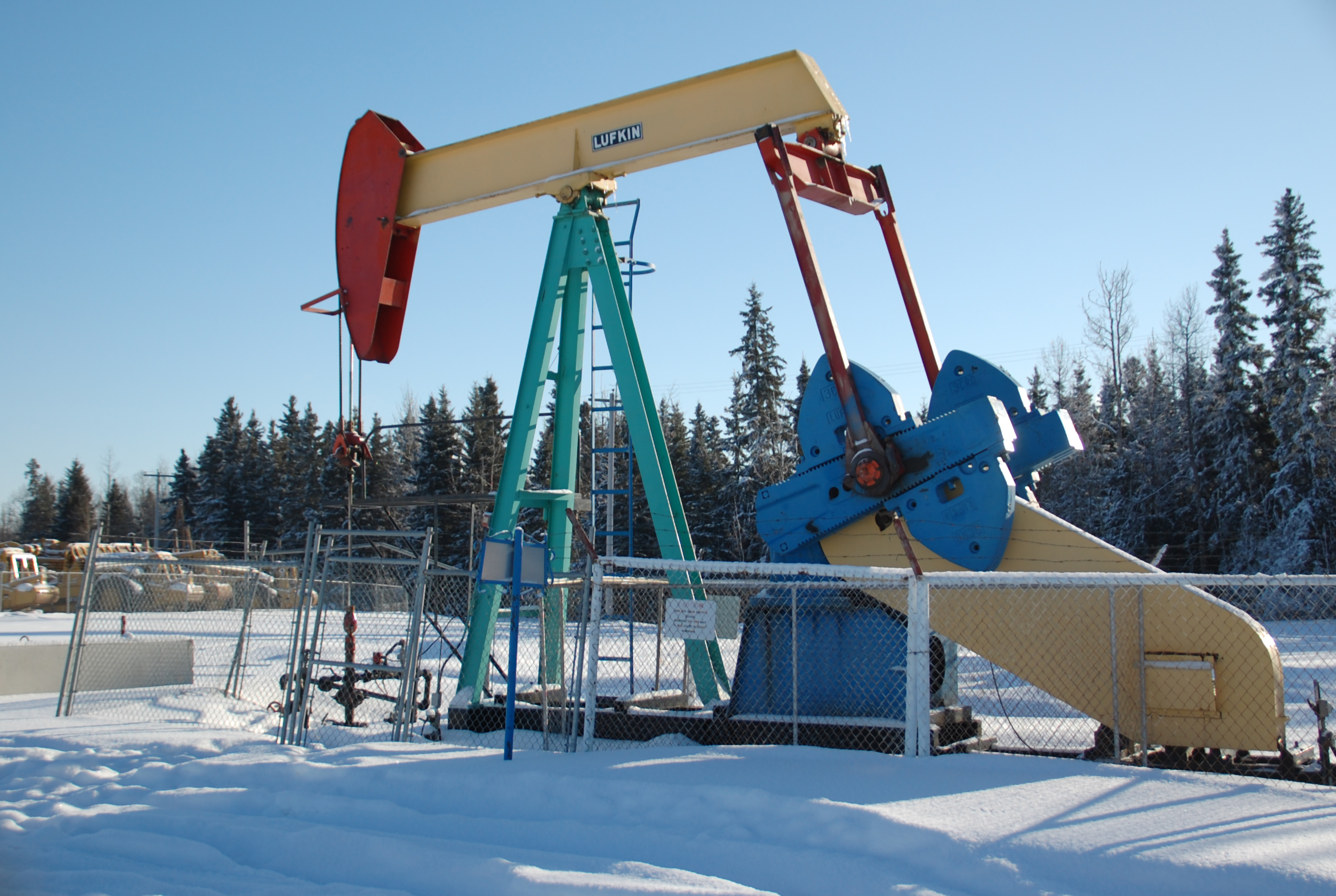
Верстат-качалка